# David Bode
David Bode (* 28. Mai 1991 in Berlin-Steglitz) ist ein deutscher Mediziner und ehemaliger Kinderdarsteller.

## Leben
David Bode lebte zwei Jahre in Berlin, anschließend zog seine Familie ins thüringische Eisenach. Zum Fernsehen kam er durch einen regionalen Zeitungsartikel, in dem Darsteller für die ARD-Serie Familie Dr. Kleist gesucht wurden. Seit Anfang 2003 stand er für die überwiegend in Eisenach produzierte Serie vor der Kamera und spielte in den ersten drei Staffeln die Rolle des Peter „Piwi“ Kleist.
2006 spielte Bode in dem von Sönke Wortmann produzierten Jugend-Abenteuerfilm Der Schatz der weißen Falken die Hauptrolle des 11-jährigen Jan, der als Erwachsener von Wotan Wilke Möhring verkörpert wird. Der Film wurde mehrfach ausgezeichnet, unter anderem beim Hamburger Filmfest und dem Chicago International Children’s Film Festival und war für den Deutschen Filmpreis nominiert. Im November 2006 erhielt Bode für seine Rolle den EMO-Filmpreis des Ruhrgebietes für die beste schauspielerische Leistung eines Kindes in einem Kinofilm.
Im Sommer 2006 stand Bode für den Kinderfilm Die Wilden Kerle 4 aus der Kinderbuchreihe Die Wilden Fußballkerle, unter anderem mit Jimi Blue und Wilson Gonzalez Ochsenknecht, vor der Kamera. Kinostart war Anfang 2007. Im Herbst 2006 und im Sommer 2007 drehte Bode zusammen mit Miriam Cordelia Schweiger drei Kinderkrimis für die Reihe KRIMI.DE, die unter anderem vom MDR produziert wurden. Die Dreharbeiten fanden überwiegend in Jena statt. Ausgestrahlt wurden beide Krimis im Herbst 2007 im KiKA.
Heute ist Bode nicht mehr als Schauspieler tätig. Er studierte Medizin und arbeitet heute in Berlin als Assistenzarzt im Deutschen Herzzentrum der Charité (DHZC).

## Filmografie
- 2004–2009: Familie Dr. Kleist (Fernsehserie)
- 2005: Der Schatz der weißen Falken
- 2007: Die Wilden Kerle 4
- 2007, 2009: KRIMI.DE (Kinder-Krimis bei KiKA)
- 2012: Engel der Gerechtigkeit – Brüder fürs Leben